# Ales Bjaljacki
Aljaksandr (Ales) Viktaravič Bjaljacki (nebo Ales Bjaljacký, bělorusky Алесь Бяляцкі, * 25. září 1962, Karelská SSR) je běloruský aktivista v oblasti lidských práv, vůdce organizace Vjasna, který spolu s touto organizací v roce 2005 získal cenu Homo Homini české nestátní neziskové organizace Člověk v tísni a v roce 2006 získal cenu Pera Angera.
V roce 2022 se stal jedním ze tří oceněných Nobelovou cenou za mír. 3. března 2023 mu běloruský soud uložil za "ilegální aktivity" trest 10 let vězení.

## Život
Čtvrtého srpna 2011 byl Ales Bjaljacki zatčen pro podezření z daňových úniků. Zatčení vyvolalo mezinárodní nesouhlas, Amnesty International prohlásila 11. srpna Bjaljackého za vězně svědomí. České ministerstvo zahraničí oficiálně vyzvalo Bělorusko, aby Bjaljackého propustilo, a zaručil se za něj předseda KDU-ČSL Pavel Bělobrádek, aby tím případně umožnil jeho vyšetřování na svobodě.
V září 2013 byl vyhlášen historicky prvním držitelem mezinárodní Ceny Václava Havla za lidská práva, kterou společně uděluje Rada Evropy, Nadace Charty 77 a Knihovna Václava Havla.
Dne 21. června 2014 byl Bjaljacki předčasně propuštěn z vězení, rok a půl před uplynutím čtyřapůlletého trestu. Je přesvědčen, že k osvobození mu pomohl i zisk Ceny Václava Havla.
Dne 14. července 2021 byl Bjaljacki opakovaně zatčen spolu s jinými aktivisty. Již dříve, v březnu 2021, vyšlo najevo, že proti centru Viasna bylo zahájeno trestní řízení podle článku o organizování a aktivní účasti na skupinových akcích, které hrubě porušují veřejný pořádek. Momentálně Bjaljacki se stále nachází ve vězení.
Počátkem ledna 2023 byl s Bjaljackim v Minsku zahájen proces. Skupina z organizace Vjasna čelí obviněním z pašování a organizace akcí hrubě narušujících veřejný pořádek. Je tím míněno údajné financování protivládních protestů. Obvinění podle obžaloby do Běloruska nelegálně přiváželi peníze v cizí měně od zahraničních spolků a fondů. Bjaljacki byl v pátek 3. března 2023 odsouzen k deseti letům vězení, jeho zástupci ve vedení nevládní organizace Vjasna a viceprezidentu Mezinárodní federace lidských práv Valjancinu Stefanovičovi určila soudkyně Maryna Zapasnik trest devíti let vězení. K nepodmíněnům trestů osmi a sedmi let vězení byli odsouzeni také běloruští ochránci lidských práv Dzmitryj Salaujev a Uladzimir Labkovič.
Forum 2000 vydalo 3. března 2023 prohlášení, ve kterém toto politicky motivované odsouzení důrazně odsuzuje. Mezinárodní společenství musí požadovat okamžité propuštění Alese Bjaljackého a dalších politických vězňů v Bělorusku.

## Ocenění
- Cena Homo Homini české nestátní neziskové organizace Člověk v tísni (2005)
- Cena Pera Angera (2006)
- Cena Václava Havla za lidská práva (2013)
- Cena za správný život (2020)[14]
- Sacharovova cena za svobodu myšlení (2020)[15]
- Nobelova cena za mír (2022) [16]